# Alcalá de la Selva

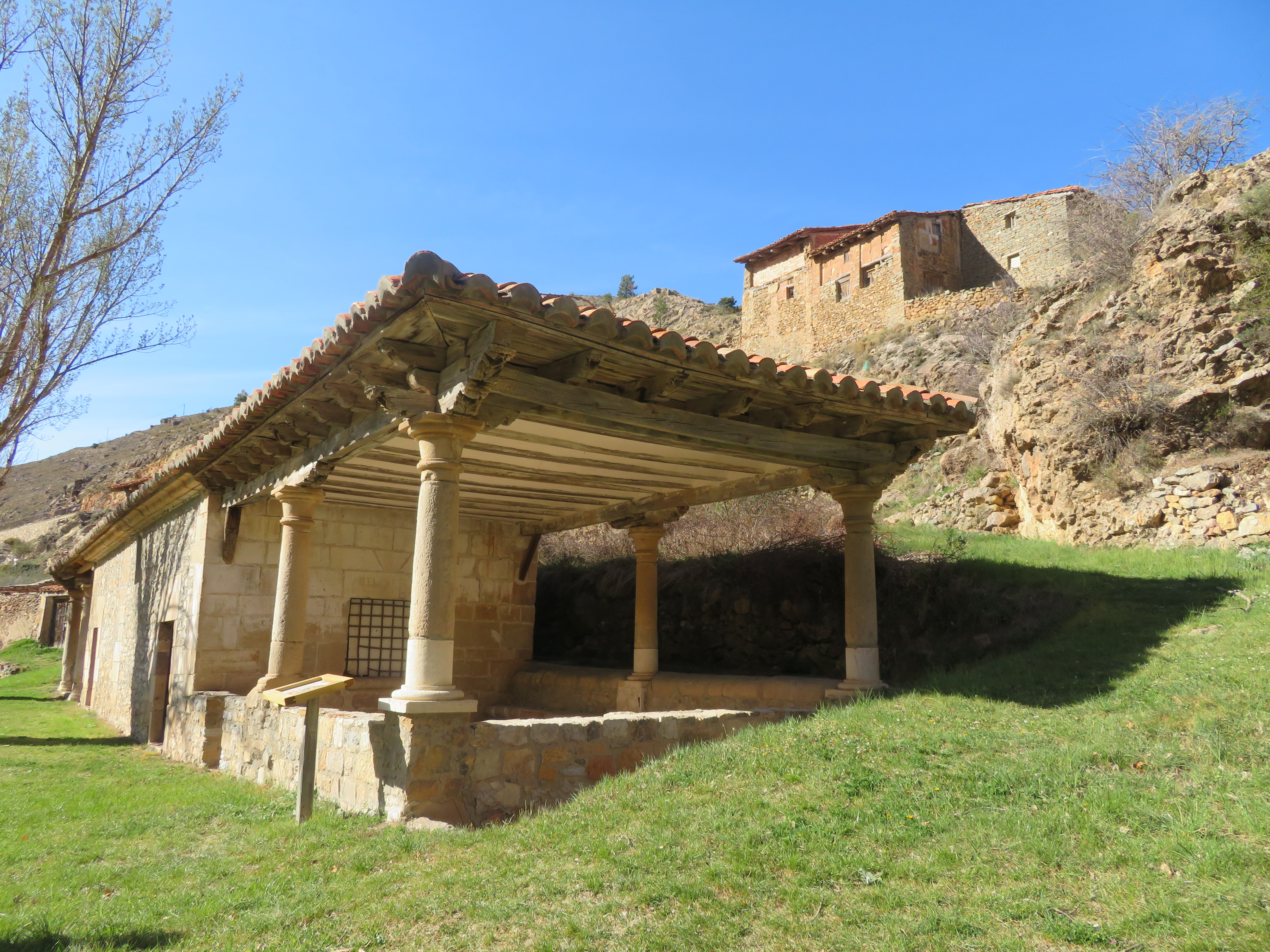
Alcalá de la Selva

Alcalá de la Selva là một đô thị trong tỉnh Teruel, Aragon, Tây Ban Nha. Theo điều tra dân số 2004 (INE), đô thị này có dân số là 523 người.